# Filippo Calderaro
Pour les articles homonymes, voir Calderaro.
Filippo Calderaro, né le 9 mai 1996 à Camposampiero, est un coureur cycliste italien.

## Palmarès et résultats

### Palmarès par année
- 2013
  - 2e du championnat d'Italie de poursuite par équipes juniors
- 2014
  - 3e du championnat d'Italie du kilomètre juniors
  - 3e du championnat d'Italie de poursuite par équipes juniors
- 2015
  - Mémorial Polese
- 2016
  - Grand Prix de la ville de Vigonza
- 2017
  - La Popolarissima
  - Trophée Giacomo Larghi
- 2018
  - 2e du Circuito del Termen

### Classements mondiaux
| Année           | 2017 |
| --------------- | ---- |
| UCI Europe Tour | 776e |